# Ирена Мартинец
Ирена Туркевич-Мартинец (укр. Іри́на (Ірена) Туркевич-Мартинець; Броди, 25. децембар 1899 — Винипег, 5. јул 1983) била је Примадона у Лавовском позоришту опере и балета, а глумила је у Паризу, Бечу, Берлину, Прагу и многим другим европским градовима током дуге каријере.

## Детињство и младост
Ирена Туркевич рођена је 25. децембра 1899. године у Бродију, у данашњој Лавовској области. Била је треће дете у породици свештеника, диригента хора, катехета и музичког критичара Ивана Туркевича. Њена мајка била је Софија Кормошив.
Када је Ирена имала шест година, њен отац је постављен за катехета Учитељског сјеменишта у Залисикиу, где су му обезбедили посебну кућу која се налазила у близини реке Дњестар. Постао је душа музичког живота града, често је укључивао супругу Софију, музички надарену пијанисту и своју децу. Ирена је од мајке добила прве часове музике, а касније се у њиховој кући појавио професионални наставник музике. Ирена је од малих ногу стицала музичке и уметничке вештине и учествовала у Шевченковим концертима.
Иренин отац је 1911. године постављен за катехета 2. украјинске гимназије у Лавову, и породица се тамо преселила за стално. У Лавову је Ирена уписана као ученица у гимназију Базилијанских сестарa, где је осим школе, узимала и часове клавира, а Станислав Лудкевич јој је предавао теорију музике.
Пре почетка Првог светског рата, породица је отишла у Беч, где су боравили до 1916. године. Иренин отац је у Бечу у цркви Свете Барбаре водио хор, који је у то време био један од највећих и најбољих Украјински црквени хорови у Европи. По повратку у Лавов, Ирена је наставила школовање у гимназији Базилијанских сестара.

## Студије
Ирена је постала студент Правног факултета Универзитета у Лавову. Када је започела студије музике, било је то на државном Конзерваторијуму у Лавову, код професора Флем-Пломенског и професора Заремба. Завршила је драмску школу у Лавову, студирајући код професора Козловског и код професора Крижановског, (Богдан Володимирович Крижановски). Концертну активност почела је 1923. године као солиста са хором "Бандурист".
На оперској сцени прво је глумила Маренку у опери Продана невеста Беджиха Сметане. Ова опера је постављена у Украјинском театру за беседу Јосиф Стадник поводом стогодишњице композиторовог рођендана.
Дана 21. јуна 1929. године на позорници Лавовског позоришта опере и балета изведена је представа опере Фиделио Лудвига ван Бетовена. Учествовали су старији студенти конзерваторијума у Лавову, под вођством њиховог наставника Адама Солтиса. Међу тим извођачима била је Ирена. У рецензији у листу Дело, 22. јуна 1929. Ирена је истакнута и добила је похвале.
Опробала се као драмаска глумица и режисер. Писац Зинови Книш пише у својим мемоарима о музичком животу Лавова и о томе да је Ирена 1929. године у кући свог оца организовала позоришну групу и поставила представе: Грех Владимира Виниченка, и Пожари светог Јована Хермана Судермана.
У пролеће 1930. године одржан је њен први солистички концерт на коме је Ирена изводила арије, Гориславе из опере Руслан и Људмиле Михаила Глинке и неколико романси и украјинске народне песме.
Отишла је у Берлин 1930. године, где је у то време живела њена сестра Стефани, а Ирена је три године студирала на Берлинском универзитету уметности код професора Вајсенборна који је радио са студентима као Дитрих Фисшер-Дискау. Научила је контролу гласа у Берлинској државној опери и завршила драмско образовање на Факултету за музику.
Ирена се 1933. године преселила у Праг где је њена сестра Стефанија предавала клавир и била пратња на Прашком конзерваторијуму. Држала је часове вокала са професорима на Прашком конзерваторијуму и певала у Прашкој опери.

## Каријера
Ирена се удала за политичара, Володимира Мартинеца, пратила га тамо где их је његов посао водио и добро се сналазила у певању у градовима широм Европе. Овај номадски живот трајао је 12 година.
У лето 1942. године Ирена се са супругом вратила у Лавов, где је била позвана да се придружи Лавовском позоришту опере и балета. Од 1942. до 1944. године певала је ове улоге у следећим операма:
| Опера              | Композитор             | Улога     |
| ------------------ | ---------------------- | --------- |
| Козак преко Дунава | Семен Хулак-Артемовски | Оксана    |
| Катерина           | Микола Аркас           | Мајка     |
| Халка              | Станислав Мониусзко    | Халка     |
| Фауст              | Шарл Гоуно             | Маргарита |
| Kармен             | Жорж Бизе              | Микаела   |
| Травијата          | Ђузепе Верди           | Виолета   |
| Манон              | Жил Масне              | Манон     |
| Тоска              | Ђакомо Пучини          | Тоска     |
| Пиканска краљица   | Петар Иљич Чајковски   | Лиса      |

У лето 1943. године, Ирена је заједно са колоратурним сопраном Нином Шевченко и баритоном Михаил Олховим обавила велику концертну турнеју по градовима и селима Галиције. Њен глас се често чуо на радију Лавов.
Њен супруг, политичар, био је свестан промене крајолика који рат доноси. У пролеће 1944. године, Ирена и група из лавовске опере, спаковали су се и упутили на запад ка Немачкој, само неколико недеља пре доласка совјетске војске.
Ирена је постала вођа оперних ансамбала Дума у Карлсбаду у Бадену и Орлик у Берхтесгадену, Немачка. Ови колективи су, уз друга дела, поставили опере: Наталка Полтавка, Миколе Лисенка и Утопљена лирско-фантастична опера коју је украјински композитор Микола Лисенко написао, Либрето који је написао украјински писац и драматург Михаило Старитски из приче Николаја Гогоља Мајска ноћ из збирке Вечери на фарми у близини Диканке.

## Канада
Ирена се 1949. године доселила у Канаду и настанила се у Винипегу. Њен супруг преузео је функцију уредника листа Нови пут, а Ирена је постала чланица позоришта Ренесанса. Године 1960. постала врло активна радећи са дечјом опером у Винипегу у Канадско-украјинском институту Просвета, улици Арлингтон, у граду Норт-Енд. Њено само присуство привукло је талентовану групу музичара, кореографа, сценографе и костимографа. Деци је била позната као Пани Мартинец. Године 1964. извели су Коза Дереза, Миколе Лисенка. Године 1965. извела Снежну краљицу Миколе Лисенка. И Коза Дереза и Снежна краљица уприличени су у позоришту у Винипегу.
Године 1967. њена музичка трупа отпутовала је из Винипега возом до Монтреала како би извела представу Коза Дереза на Међународној и универзалној изложби Експо 67 која је такође одржана у обележавању стогодишњице Канаде. Из Монтреала су извођачи одведени у Отаву право на концерт. Украјинско Канадски конгрес уручио је Ирени медаљу Шевченко 7. октобра 1977. године у Винипегу.

## Смрт
Ирена Туркевич-Мартинец преминула је 5. јула 1983. године у Винипегу у Канади.